# Université de Californie à Davis
L'université de Californie à Davis (communément nommée UC Davis) est une université publique située à Davis, en Californie, à environ 25 km à l'Ouest de Sacramento et à 120 km au Nord-Est de San Francisco. UC Davis est l'un des dix campus de l'université de Californie, qui constitue le système universitaire public prééminent des États-Unis avec notamment UCLA et l'université de Berkeley. UC Davis est une université reconnue comme étant une « Public Ivy » avec une renommée mondiale pour l'éducation et la recherche. Elle est également considérée comme l'une des meilleurs universités publiques au monde.

## Personnalités liées à l'université
- Jeff Clark, poète américain et créateur de livres objets, concepteur de couvertures de livres (book designer).
- Janet Momsen 1938- , Professeur émérite de l'Université de Californie à Davis, géographe du genre et du développement
- Aura Carreira Moreno, Chercheuse en réparation de l’ADN et cancérogenèse, médaille de bronze du CNRS 2017
- Suad Joseph, anthropologue américano-libanaise
- Dave Nachmanoff, chanteur et guitariste

## Inscription du campus en 2005
- Inscription totale : 29 637 étudiants
- Inscription du premier cycle : 22 831 dont
  - Femmes : 12 684
  - Hommes : 10 147